# Denis Beau
Pour les articles homonymes, voir Beau (homonymie).
Denis Beau, né le 21 novembre 1962 à Antibes, est un haut fonctionnaire français. Il est le premier sous-gouverneur de la Banque de France depuis le 17 janvier 2018.

## Biographie

### Formation
Denis Beau est diplômé de l’Institut d’études politiques de Paris (avec les félicitations du Jury) et titulaire d’un MBA de l’INSEAD.

### Carrière à la Banque de France
Denis Beau a rejoint la Banque de France en 1986 en tant qu’analyste financier à la Centrale des bilans.
Entre 1993 et 2007, il occupe des postes de management au sein de la direction des Marchés de capitaux et de la direction des Systèmes de paiement et des Infrastructures de marché. Il est également détaché un an en tant que représentant de la Banque de France à la Federal Reserve Bank de New York.
De 2007 à 2008, il exerce les fonctions de secrétaire du Comité sur les systèmes de paiement et de règlement des banques centrales du G10.
Mi-2008, Denis Beau revient à la Banque de France comme adjoint du directeur général des Études et des Relations internationales.
En 2011, il est nommé adjoint du directeur général à la direction générale de la Stabilité financière et des Opérations (DGSO), chargée d’activités contribuant aux missions de stratégie monétaire, de stabilité financière et de services à l’économie de la Banque de France.
En 2012, il devient directeur général de la DGSO. A ce titre, il préside le Comité national des paiements scripturaux et représente la Banque de France dans des instances européennes et internationales traitant de réglementation prudentielle du secteur bancaire, de stabilité financière et de politique monétaire,.

### Sous-gouverneur de la Banque de France
Denis Beau est nommé second sous-gouverneur de la Banque de France, en remplacement de Robert Ophèle, à compter du 1er août 2017, puis premier sous-gouverneur, en remplacement d’Anne Le Lorier, par décret du 17 janvier 2018.
Il occupe également les fonctions suivantes, :
- Membre de la commission de surveillance de la Caisse des dépôts depuis le 1er août 2017[3]
- Représentant du gouverneur de la Banque de France comme président de l'ACPR
- Membre du collège de l'AMF
- Membre du collège de supervision de la Banque centrale européenne (BCE)
- Président du Comité du contrôle de gestion (COMCO) de la BCE depuis le 9 janvier 2018

## Prises de position
En tant que Premier sous-gouverneur de la Banque de France, Denis Beau gère notamment le dossier bitcoin, dont il défend la régulation de l’accès.
Il prend également position sur les grands enjeux du système financier européen : le Brexit, l’assainissement des bilans bancaires, les risques liés à la numérisation des services financiers, l’accord sur la finalisation de Bâle III.
Il s’exprime fréquemment sur des sujets tels que la cyber-sécurité ou encore la stabilité financière, sur lesquels il rédige de nombreux rapports et études.

## Distinctions
- Officier de la Légion d'honneur en 2023[9], chevalier en 2015[10].

## Publications
- Macro-Prudential Policy and the Conduct of Monetary Policy, 2012, Banque de France Working Paper No. 390[11]
- Market-making and proprietary trading: industry trends, drivers and policy implications, 2014, CGFS Papers No. 52[12]
- Fixed income market liquidity, 2016, CGFS Papers No. 55[13]
- Liquidité des marchés obligataires et innovation technologique, 2015, Revue d’économie financière No. 120, p.276[14]